# میساکی ماتسوتومو
میساکی ماتسوتومو (انگلیسی: Misaki Matsutomo؛ زادهٔ ۸ فوریهٔ ۱۹۹۲) بدمینتون‌باز اهل ژاپن است.